# Juan Antonio Saco y Arce
Juan Antonio Saco y Arce, nacido en Alongos (Toén) el 8 de marzo de 1835 y fallecido en Orense el 14 de septiembre de 1881, fue un escritor y lingüista español, autor de la primera Gramática de la lengua gallega.
De ascendencia noble, hijo de José María Saco y Noguerol y de Juana Justa de Arce y Burriel, y nieto de Juan Antonio Saco y Taboada y María Noguerol, y de José María de Arce Calderón de la Barca y María Salomé Burriel, Juan Antonio Saco y Arce estudio en el Seminario de Orense, y posteriormente estudió Filosofía y Letras y Teología en Santiago de Compostela. Fue catedrático interino de lengua griega en los institutos de bachillerato de Pontevedra y Orense, y en 1863 ganó por oposición la Cátedra de esa misma materia en el Instituto de Castellón de la Plana; ese mismo año consiguió el traslado al Instituto de Orense, donde ejercería como catedrático de Griego y después, a partir de 1866, como titular de Retórica y Poética.

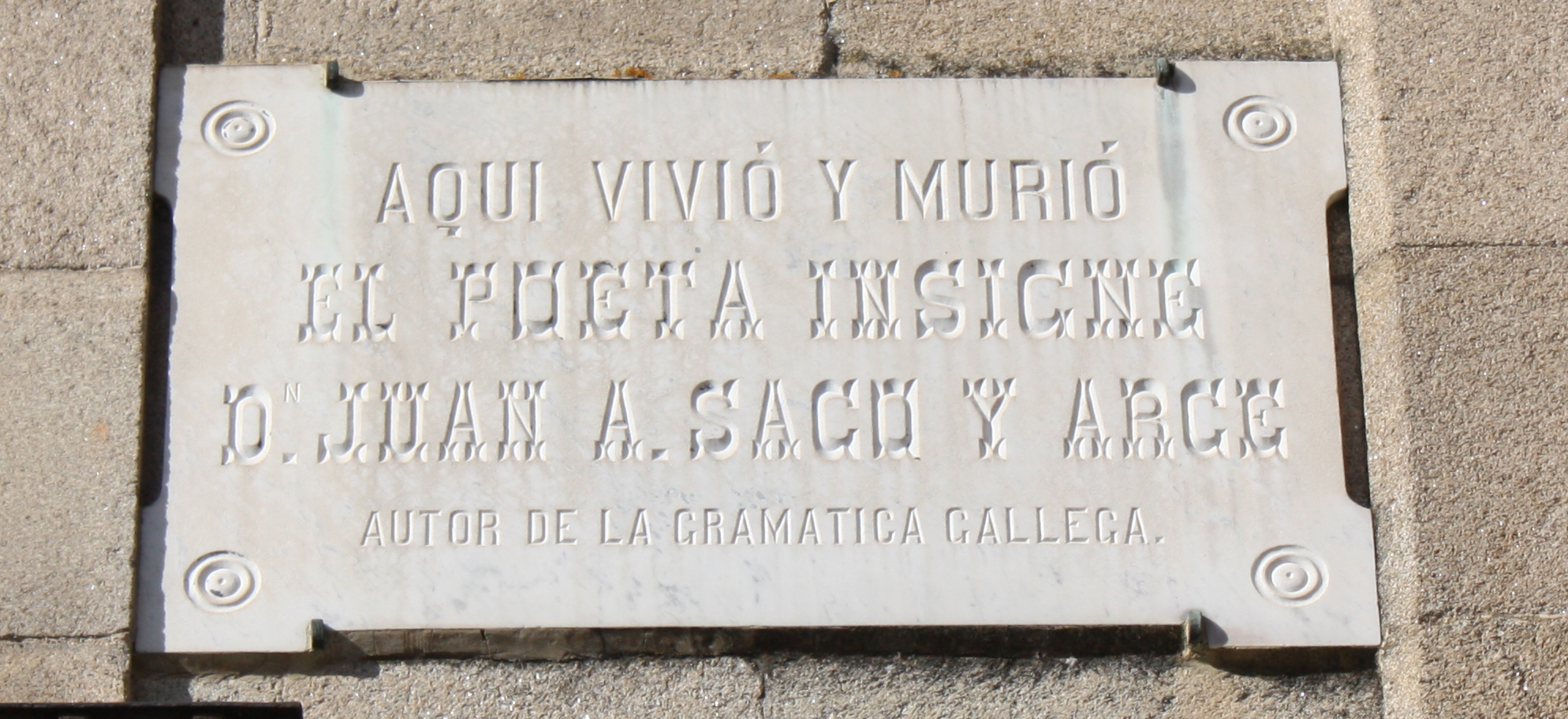
Placa en la casa de Orense donde vivió y murió

Con la llegada de la Gloriosa, Saco y Arce tuvo dificultades, pues se negó a jurar la nueva constitución, la primera realmente democrática en España, hecho que lo llevó a ser separado de su cátedra; sin embargo, en 1872, fue propuesto por Cánovas, Valera y Hartzenbusch para académico correspondiente de la Real Academia Española. Durante la I República, en 1873, Saco fue reincorporado al cuerpo de catedráticos de bachillerato. Murió ocho años después.

## Obra
En 1868 publicó en Lugo la primera gramática de la lengua gallega. Cierto, que cuatro años antes, Francisco Mirás había publicado en Santiago, el titulado Compendio de Gramática Gallega-Castellana, pero dada su escasa calidad y el carácter rotundamente incompleto, mal se podría calificar de primera gramática del gallego.
Saco cultivó también la poesía, publicando en 1878, en Orense, Poesías, volumen de algo más de 400 páginas, de las que 9 poesías están redactadas en gallego, y la mayoría en castellano. Seis de ellas son poesías de creación, y tres traducciones del latín; todas de carácter religioso. El tema resultaba nuevo dentro de la literatura gallega.
Fuera de esas dos obras, publicó un corto artículo Poesía gallega contemporánea: sus defectos más comunes, en un periódico orensano, en 1876.
Tuvo un gran interés por la literatura popular, echando mano de ella el fin de ilustrar determinados pasajes de su gramática gallega, así como también tiró provecho de una buena recopilación de refranes a modo de apéndice. En el año 1881, lo de su muerte, comenzó a publicar algunos de los materiales que había recogido bajo el título de Literatura Popular de Galicia, obra que quedó interrumpida. Algunos de los materiales recogidos aparecieron, de manera dispersa, en el Cancionero popular gallego de José Pérez Ballesteros, con el que debió mantener amistad, ya que de joven en 1878, le prologó los Versos en dialecto gallego. Parte del material que permanecía inédito fue luego publicado en el Boletín de la Comisión de Monumentos de la Provincia de Orense entre 1910 y 1929, y algo más en el año 1939.

## Publicaciones

### Libros
- Gramática Gallega. Lugo. Imprenta de Soto Freire. Lugo. 1868.
- Poesías. Orense. Imprenta de Gregorio Rionegro Lozano. 1878.
- Literatura popular de Galicia. Colección de coplas, villancicos, diálogos, romances cuentos y refranes gallegos. (Publicación póstuma en 1987).

### Artículos
- «Poesía gallega contemporánea: sus defectos más comunes», en el periódico El Heraldo Gallego; Orense, enero de 1876.
- «El habla gallega ¿Es lengua, idioma o dialecto?», en El Heraldo Gallego; Orense , 1876.
- «De los cuentos populares», en Diario de Galicia.